# Geoff Lawton
Geoff Lawton (10 de diciembre de 1954 (70 años) es un experto en permacultura anglo-australiano. Desde 1985, Lawton se ha ofrecido como consultor sobre el diseño,  enseñanza y aplicación de permacultura en más de treinta países.  Entre sus clientes se han incluido tanto a particulares como grupos, comunidades, gobiernos, organizaciones de ayuda, organizaciones no gubernamentales y empresas multinacionales.  En 1996 fue acreditado con la Permaculture Community Services Award por el movimiento de  permacultura en Australia y alrededor del mundo.
En octubre de 1997 Bill Mollison, al momento de su retiro, solicitó a Lawton establecer y dirigir un nuevo instituto de investigación de permacultura en la granja Tagari.  Lawton desarrolló ese sitio durante un período de tres años y estableció el Instituto de Investigación de Permacultura como un centro de red global de proyectos de permacultura. El instituto es una empresa sin fines de lucro y se encuentra actualmente en la granja Zaytuna en el norte de Nueva Gales del Sur, Australia, donde Lawton es director general.
Desde entonces, el instituto ha fundado una serie de sedes, o que están en proceso de fundarse, en Estados Unidos, Jordania, Canadá, Chile, Turquía y  Afganistán.

## Obra
- Brick & Tile Permaculture, Permaculture International Journal
- The Sleeping Jaguar (coautor), Permaculture International Journal
- Ecuador (coautor), Permaculture International Journal
- Permaculture Aid in the Balkans, Permaculture International Journal
- Future Food Security, Green Connections